# Decius Mundus
Decius Mundus est un chevalier romain ayant vécu sous le règne de Tibère, qui s'est fait passer pour le dieu Anubis auprès d'une femme de la haute société romaine pour obtenir ses faveurs à son insu, dans le cadre de la pratique de la hiérogamie. 

## Histoire de Decius Mundus et Paulina
Cette histoire est passée à la postérité grâce au récit qu'en a fait Flavius Josèphe dans son Histoire des Juifs.
Paulina, mariée à Saturnin, était selon la légende riche, belle, et très pieuse, pratiquant le culte d'Isis. Decius Mundus en tomba amoureux, mais ne parvint pas à la séduire. Il tenta de lui proposer de l'argent en échange de ses faveurs, sans succès. Pensant se donner la mort, il parla de sa passion à une entremetteuse du nom de Idé. Celle-ci lui proposa de satisfaire ses désirs contre cinquante mille drachmes. Avec cet argent, elle soudoya les prêtres du temple. Ceux-ci avisèrent Paulina qu'Anubis avait manifesté son désir de la connaitre, et quand elle vint passer la nuit au temple en vue d'une union hiérogame avec le dieu, Decius Mundus prit la place d'Anubis, obtenant ainsi ses faveurs à son insu. 
Quand Paulina raconta par la suite à Decius Mundus la nuit merveilleuse qu'elle avait passé avec le dieu, celui-ci revendiqua la supercherie. Les plaintes de Paulina provoquèrent un tel scandale que Tibère fit crucifier l'entremetteuse, rasa le temple d'Isis, et jeta sa statue dans le Tibre,.